# عیدگاه

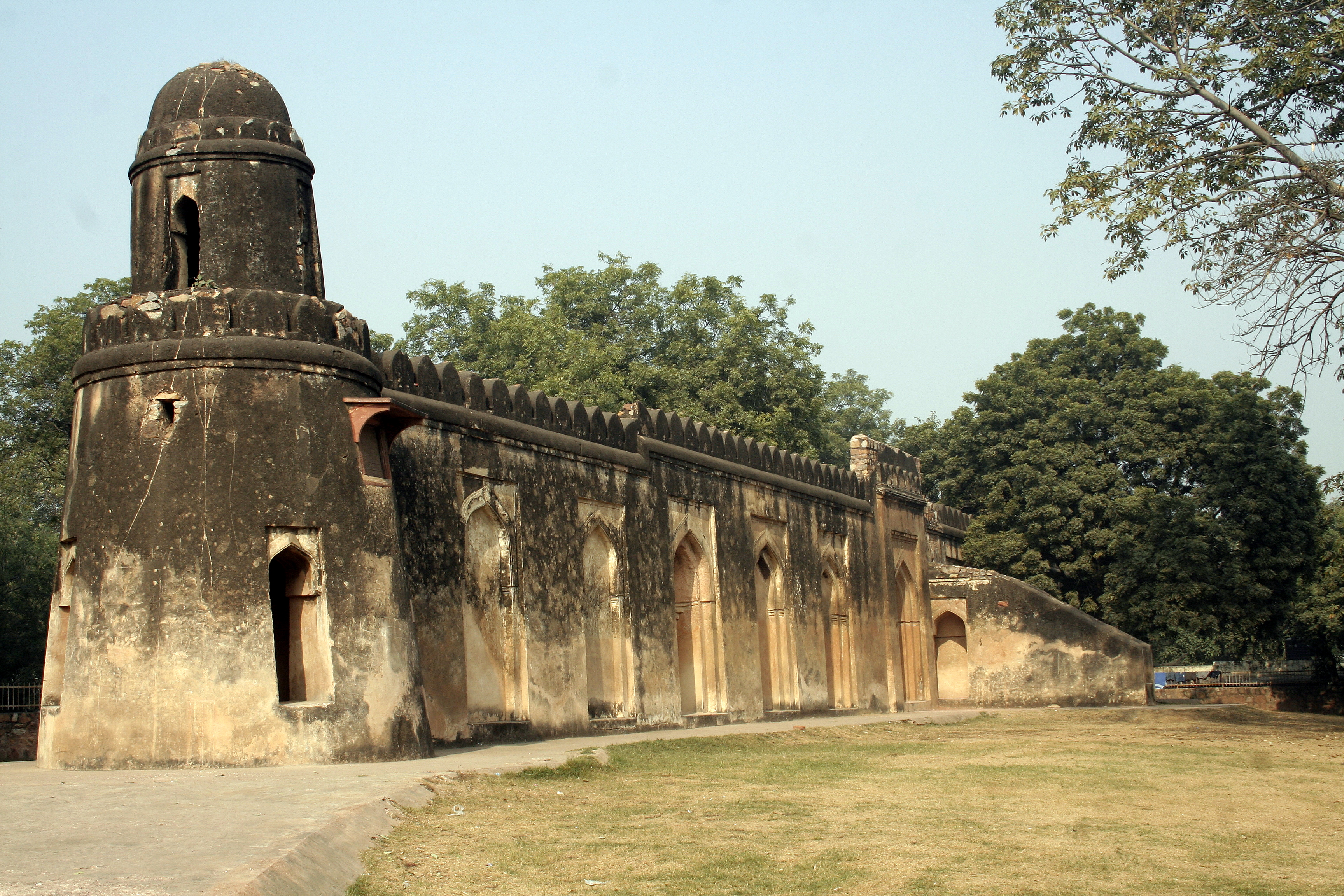
عیدگاه شهر دهلی، مریوط به قرن چهاردهم میلادی، در دوران تغلق‌شاهیان

عیدگاه نام مکانی دوربسته با سقف باز است، که در خارج شهر بر پا می شود. این ابنیه در شبه‌قاره هند رایج ترند. از این محل برای نمازهای عید (عید قربان و فطر) استفاده می کنند.